# Маска (телешоу, Австрия)
«Маска» (англ. The Masked Singer Austria; альтернативный дословный перевод — «Певец в маске: Австрия») — музыкальное телешоу, являющееся австрийской адаптацией популярного международного формата «The Masked Singer», принадлежащего компании Munhwa Broadcasting Corporation. Премьера состоялась 14 марта 2020 года на телеканале Puls 4.
В первом сезоне ведущей выступала Арабелла Клесбауэр, но во втором сезоне её место заняла Мирьям Вайксельбраун. Роли первых двух членов жюри в обоих сезонах исполняли Эльке Винкенс и Саша Шварцджирг. В первом сезоне кресло третьего жюри занимал Натан Трент, но во втором сезоне его заменил Райнер Шёнфельдер, являвшийся участником первого сезона.

## Правила
Группа австрийских знаменитостей — актёры, певцы, телеведущие, политики, учёные, спортсмены, блогеры — исполняют известные песни на сцене перед жюри и зрителями, будучи при этом замаскированными под яркими костюмами, которые полностью скрывают их личность. Перед каждым выступлением также даётся несколько подсказок, которые могут помочь жюри приблизиться к разгадке личности масок. В конце выпуска избираются несколько масок, которые становятся номинантами на выбывание. В итоге, в финале выпуска шоу покидает только одна маска, которая должна раскрыть свою личность перед аудиторией и жюри в зале.

## Сезоны
| Сезон | Премьера        | Финал           | 1 место                 | 2 место                  | 3 место                       | Ведущий              | Жюри          | Жюри            | Жюри              |
| Сезон | Премьера        | Финал           | 1 место                 | 2 место                  | 3 место                       | Ведущий              | 1             | 2               | 3                 |
| ----- | --------------- | --------------- | ----------------------- | ------------------------ | ----------------------------- | -------------------- | ------------- | --------------- | ----------------- |
| 1     | 14 марта 2020   | 13 октября 2020 | Надин Бейлер (Йети)     | Симона Штельцер (Лошадь) | Нина Пролль (Призрак графини) | Арабелла Клесбауэр   | Эльке Винкенс | Саша Шварцджирг | Натан Трент       |
| 2     | 15 февраля 2021 | 22 марта 2021   | Сандра Пирес (Слонёнок) | Мадита (Сирена)          | Якоб Зеебёк (Москит)          | Мирьям Вайксельбраун | Эльке Винкенс | Саша Шварцджирг | Райнер Шёнфельдер |

## Первый сезон (2020)
| Персонаж        | Знаменитость      | Профессия | Выпуски | Выпуски | Выпуски | Выпуски | Выпуски | Выпуски |
| Персонаж        | Знаменитость      | Профессия | 1       | 2       | 3       | 4       | 5       | 6       |
| --------------- | ----------------- | --------- | ------- | ------- | ------- | ------- | ------- | ------- |
| Йети            | Надин Бейлер      | певица    |         |         |         |         |         |         |
| Лошадь          | Симона Штельцер   | певица    |         |         |         |         |         |         |
| Призрак графини | Нина Пролль       | актриса   |         |         |         |         |         |         |
| Карп            | Райнер Шёнфельдер | лыжник    |         |         |         |         |         |         |
| Супергерой      | Лукас Плёхль      | рэпер     |         |         |         |         |         |         |
| Кошка           | Сабина Пецль      | актриса   |         |         |         |         |         |         |
| Козерог         | Альфонс Хайдер    | актёр     |         |         |         |         |         |         |
| Сокол           | Джеймс Коттриалл  | музыкант  |         |         |         |         |         |         |

 Участник стал победителем шоу
 Участник занял второе место
 Участник занял третье место
 Участник прошёл дальше
 Участник стал номинантом на выбывание, но остался в шоу
 Участник покинул шоу и раскрыл свою личность

### Первый выпуск
| # | Персонаж        | Песня                                        | Личность         | Результат     |
| - | --------------- | -------------------------------------------- | ---------------- | ------------- |
| 1 | Сокол           | «Junge Roeme» (Фалько)                       | Джеймс Коттриалл | Выбыл из шоу  |
| 2 | Призрак графини | «Take Me to Church» (Хозиер)                 | не раскрыта      | Прошёл дальше |
|   |                 |                                              |                  |               |
| 3 | Карп            | «Diamonds» (Рианна)                          | не раскрыта      | Спасён        |
| 4 | Кошка           | «Your Song» (Элтон Джон)                     | не раскрыта      | Прошёл дальше |
|   |                 |                                              |                  |               |
| 5 | Супергерой      | «Formidable» (Stromae)                       | не раскрыта      | Прошёл дальше |
| 6 | Козерог         | «Girl, You’ll Be a Woman Soon» (Нил Даймонд) | не раскрыта      | Спасён        |
|   |                 |                                              |                  |               |
| 7 | Лошадь          | «Listen to Your Heart» (Roxette)             | не раскрыта      | Прошёл дальше |
| 8 | Йети            | «Supergirl» (Reamonn)                        | не раскрыта      | Спасён        |

### Второй выпуск
| # | Персонаж        | Песня                          | Личность       | Результат     |
| - | --------------- | ------------------------------ | -------------- | ------------- |
| 1 | Лошадь          | «Ex’s & Oh’s» (Эль Кинг)       | не раскрыта    | Прошёл дальше |
| 2 | Козерог         | «The Final Countdown» (Europe) | Альфонс Хайдер | Выбыл из шоу  |
| 3 | Призрак графини | «No Time to Die» (Билли Айлиш) | не раскрыта    | Прошёл дальше |
|   |                 |                                |                |               |
| 4 | Карп            | «Lady Marmalade» (LaBelle)     | не раскрыта    | Прошёл дальше |
| 5 | Супергерой      | «Skinny Love» (Bon Iver)       | не раскрыта    | Спасён        |
|   |                 |                                |                |               |
| 6 | Йети            | «Mercy» (Даффи)                | не раскрыта    | Прошёл дальше |
| 7 | Кошка           | «Memory» (Кошки)               | не раскрыта    | Спасён        |

### Третий выпуск
| # | Персонаж         | Песня                                                          | Результат       | Результат       |
| - | ---------------- | -------------------------------------------------------------- | --------------- | --------------- |
| 1 | Кошка            | «Ich will immer wieder... dieses Fieber spür’n» (Хелена Фишер) | Стал номинантом | Стал номинантом |
| 2 | Лошадь           | «Wrecking Ball» (Майли Сайрус)                                 | Прошёл дальше   | Прошёл дальше   |
|   |                  |                                                                |                 |                 |
| 3 | Карп             | «Ai Se Eu Te Pego» (Мишел Тело)                                | Стал номинантом | Стал номинантом |
| 4 | Йети             | «Valerie» (The Zutons)                                         | Прошёл дальше   | Прошёл дальше   |
|   |                  |                                                                |                 |                 |
| 5 | Призрак графини  | «Heart of Glass» (Blondie)                                     | Прошёл дальше   | Прошёл дальше   |
| 6 | Супергерой       | «Out of the Dark» (Фалько)                                     | Стал номинантом | Стал номинантом |
| # | Битва номинантов | Битва номинантов                                               | Личность        | Результат       |
| 1 | Кошка            | «Believe» (Шер)                                                | Сабина Пецль    | Выбыл из шоу    |
| 2 | Карп             | «I Kissed a Girl» (Кэти Перри)                                 | не раскрыта     | Прошёл дальше   |
| 3 | Супергерой       | «Say Something» (A Great Big World)                            | не раскрыта     | Прошёл дальше   |

### Четвёртый выпуск
| # | Персонаж         | Песня                                           | Результат       | Результат       |
| - | ---------------- | ----------------------------------------------- | --------------- | --------------- |
| 1 | Карп             | «Alles nur geklaut» (Die Prinzen)               | Стал номинантом | Стал номинантом |
| 2 | Супергерой       | «Fix You» (Coldplay)                            | Стал номинантом | Стал номинантом |
| 3 | Лошадь           | «Man! I Feel Like a Woman!» (Шанайя Твейн)      | Прошёл дальше   | Прошёл дальше   |
|   |                  |                                                 |                 |                 |
| 4 | Призрак графини  | «It’s a Man’s Man’s Man’s World» (Джеймс Браун) | Стал номинантом | Стал номинантом |
| 5 | Йети             | «Rise Like a Phoenix» (Кончита Вурст)           | Прошёл дальше   | Прошёл дальше   |
| # | Битва номинантов | Битва номинантов                                | Личность        | Результат       |
| 1 | Карп             | «In the Ghetto» (Элвис Пресли)                  | не раскрыта     | Прошёл дальше   |
| 2 | Супергерой       | «Love Me Like You Do» (Элли Голдинг)            | Лукас Плёхль    | Выбыл из шоу    |
| 3 | Призрак графини  | «Because of You» (Келли Кларксон)               | не раскрыта     | Прошёл дальше   |

### Пятый выпуск — Полуфинал
| # | Персонаж         | Песня                                    | Результат         | Результат       |
| - | ---------------- | ---------------------------------------- | ----------------- | --------------- |
| 1 | Йети             | «Elastic Heart» (Сиа, The Weeknd, Дипло) | Прошёл дальше     | Прошёл дальше   |
| 2 | Карп             | «Faith» (Джордж Майкл)                   | Стал номинантом   | Стал номинантом |
|   |                  |                                          |                   |                 |
| 3 | Призрак графини  | «Because the Night» (Patti Smith Group)  | Прошёл дальше     | Прошёл дальше   |
| 4 | Лошадь           | «Bad Romance» (Леди Гага)                | Стал номинантом   | Стал номинантом |
| # | Битва номинантов | Битва номинантов                         | Личность          | Результат       |
| 1 | Карп             | «Just a Gigolo» (Луи Прима)              | Райнер Шёнфельдер | Выбыл из шоу    |
| 2 | Лошадь           | «L’amour toujours» (Джиджи Д’Агостино)   | не раскрыта       | Прошёл дальше   |

### Шестой выпуск — Финал
| #           | Персонаж        | Песня                                 | Личность        | Результат     |
| ----------- | --------------- | ------------------------------------- | --------------- | ------------- |
| Первый этап |                 |                                       |                 |               |
| 1           | Призрак графини | «Cry Me a River» (Джастин Тимберлейк) | Нина Пролль     | Третье место  |
| 2           | Лошадь          | «Cordula Grün» (Josh.)                | не раскрыта     | Прошёл дальше |
| 3           | Йети            | «Creep» (Radiohead)                   | не раскрыта     | Прошёл дальше |
| Второй этап |                 |                                       |                 |               |
| 1           | Лошадь          | «Wrecking Ball» (Майли Сайрус)        | Симона Штельцер | Второе место  |
| 2           | Йети            | «Rise Like a Phoenix» (Кончита Вурст) | Надин Бейлер    | Победитель    |

## Второй сезон (2021)
| Персонаж   | Знаменитость        | Профессия    | Выпуски | Выпуски | Выпуски | Выпуски | Выпуски | Выпуски |
| Персонаж   | Знаменитость        | Профессия    | 1       | 2       | 3       | 4       | 5       | 6       |
| ---------- | ------------------- | ------------ | ------- | ------- | ------- | ------- | ------- | ------- |
| Слонёнок   | Сандра Пирес        | певица       |         |         |         |         |         |         |
| Сирена     | Мадита              | певица       |         |         |         |         |         |         |
| Москит     | Якоб Зеебёк         | актёр        |         |         |         |         |         |         |
| Барсук     | Сезар Сэмпсон       | певец        |         |         |         |         |         |         |
| Виноград   | Элизабет Гёргль     | горнолыжница |         |         |         |         |         |         |
| Такса      | Роберт Альмер       | футболист    |         |         |         |         |         |         |
| Гермкнёдль | Роберто Бланко      | певец        |         |         |         |         |         |         |
| Овца       | Николь Бётлер       | актриса      |         |         |         |         |         |         |
| Кабан      | Клаус Эберхартингер | певец        |         |         |         |         |         |         |

 Участник стал победителем шоу
 Участник занял второе место
 Участник занял третье место
 Участник прошёл дальше
 Участник стал номинантом на выбывание, но остался в шоу
 Участник покинул шоу и раскрыл свою личность

### Первый выпуск
| # | Персонаж   | Песня                                              | Личность            | Результат     |
| - | ---------- | -------------------------------------------------- | ------------------- | ------------- |
| 1 | Москит     | «Easy» (Лайонел Ричи) / «Gangnam Style» (Psy)      | не раскрыта         | Прошёл дальше |
| 2 | Слонёнок   | «The Lion Sleeps Tonight» (The Tokens)             | не раскрыта         | Спасён        |
|   |            |                                                    |                     |               |
| 3 | Сирена     | «Toxic» (Бритни Спирс)                             | не раскрыта         | Прошёл дальше |
| 4 | Овца       | «These Boots Are Made for Walkin’» (Нэнси Синатра) | не раскрыта         | Спасён        |
|   |            |                                                    |                     |               |
| 5 | Барсук     | «Welcome to the Jungle» (Guns N’ Roses)            | не раскрыта         | Спасён        |
| 6 | Такса      | «Kabinenparty» (Skero)                             | не раскрыта         | Прошёл дальше |
|   |            |                                                    |                     |               |
| 7 | Кабан      | «Behind Blue Eyes» (Limp Bizkit)                   | Клаус Эберхартингер | Выбыл из шоу  |
| 8 | Виноград   | «Je veux» (Zaz)                                    | не раскрыта         | Прошёл дальше |
| 9 | Гермкнёдль | «Caruso» (Лучо Далла)                              | не раскрыта         | Прошёл дальше |

### Второй выпуск
| # | Персонаж   | Песня                                                                              | Личность      | Результат     |
| - | ---------- | ---------------------------------------------------------------------------------- | ------------- | ------------- |
| 1 | Сирена     | «Don’t Start Now» (Дуа Липа)                                                       | не раскрыта   | Прошёл дальше |
| 2 | Гермкнёдль | «Cotton Eye Joe» (Rednex)                                                          | не раскрыта   | Спасён        |
|   |            |                                                                                    |               |               |
| 3 | Виноград   | «I Wanna Be Loved by You» (Мэрилин Монро) / «Schöner fremder Mann» (Конни Фрэнсис) | не раскрыта   | Прошёл дальше |
| 4 | Такса      | «Daddy Cool» / Sunny» (Boney M.)                                                   | не раскрыта   | Спасён        |
|   |            |                                                                                    |               |               |
| 5 | Москит     | «Bungalow» (Bilderbuch)                                                            | не раскрыта   | Прошёл дальше |
| 6 | Овца       | «Time Warp» (Шоу ужасов Рокки Хоррора)                                             | Николь Бётлер | Выбыл из шоу  |
|   |            |                                                                                    |               |               |
| 7 | Слонёнок   | «Dancing Queen» (ABBA)                                                             | не раскрыта   | Спасён        |
| 8 | Барсук     | «Every You Every Me» (Placebo)                                                     | не раскрыта   | Прошёл дальше |

### Третий выпуск
| # | Персонаж   | Песня                                | Личность       | Результат     |
| - | ---------- | ------------------------------------ | -------------- | ------------- |
| 1 | Барсук     | «The Real Slim Shady» (Эминем)       | не раскрыта    | Прошёл дальше |
| 2 | Москит     | «Last Resort» (Papa Roach)           | не раскрыта    | Спасён        |
| 3 | Такса      | «Hollywood» (Джиджи Д’Агостино)      | не раскрыта    | Прошёл дальше |
|   |            |                                      |                |               |
| 4 | Сирена     | «Mother» (Danzig)                    | не раскрыта    | Прошёл дальше |
| 5 | Виноград   | «Underdog» (Алиша Киз)               | не раскрыта    | Спасён        |
|   |            |                                      |                |               |
| 6 | Гермкнёдль | «Fly Me to the Moon» (Фрэнк Синатра) | Роберто Бланко | Выбыл из шоу  |
| 7 | Слонёнок   | «Engel» (Rammstein)                  | не раскрыта    | Прошёл дальше |

### Четвёртый выпуск
| # | Персонаж         | Песня                                                                       | Результат       | Результат       |
| - | ---------------- | --------------------------------------------------------------------------- | --------------- | --------------- |
| 1 | Виноград         | «A Little Party Never Killed Nobody» (Ферги)                                | Стал номинантом | Стал номинантом |
| 2 | Слонёнок         | «Somewhere over the Rainbow/What a Wonderful World» (Израэль Камакавивооле) | Прошёл дальше   | Прошёл дальше   |
|   |                  |                                                                             |                 |                 |
| 3 | Такса            | «Was du Liebe nennst» (Bausa)                                               | Стал номинантом | Стал номинантом |
| 4 | Барсук           | «Largo al factotum» (Джоаккино Россини)                                     | Прошёл дальше   | Прошёл дальше   |
|   |                  |                                                                             |                 |                 |
| 5 | Москит           | «…Baby One More Time» (Бритни Спирс)                                        | Стал номинантом | Стал номинантом |
| 6 | Сирена           | «Time After Time» (Синди Лопер)                                             | Прошёл дальше   | Прошёл дальше   |
| # | Битва номинантов | Битва номинантов                                                            | Личность        | Результат       |
| 1 | Виноград         | «Feeling Good» (Нина Симон) / (Muse)                                        | не раскрыта     | Прошёл дальше   |
| 2 | Такса            | «I’m Still Standing» (Элтон Джон)                                           | Роберт Альмер   | Выбыл из шоу    |
| 3 | Москит           | «Ham kummst» (Seiler und Speer)                                             | не раскрыта     | Прошёл дальше   |

### Пятый выпуск — Полуфинал
| #           | Персонаж | Песня                                                             | Личность        | Результат     |
| ----------- | -------- | ----------------------------------------------------------------- | --------------- | ------------- |
| Первый этап |          |                                                                   |                 |               |
| 1           | Слонёнок | «Bohemian Rhapsody» (Queen)                                       | не раскрыта     | Прошёл дальше |
| 2           | Москит   | «Sweet Dreams (Are Made of This)» (Eurythmics) / (Мэрилин Мэнсон) | не раскрыта     | Прошёл дальше |
| 3           | Виноград | «I Will Follow Him» (Пегги Марч)                                  | Элизабет Гёргль | Выбыл из шоу  |
| 4           | Сирена   | «Frozen» / «Hung Up» (Мадонна)                                    | не раскрыта     | Прошёл дальше |
| 5           | Барсук   | «Wild World» (Кэт Стивенс)                                        | не раскрыта     | Прошёл дальше |
| Второй этап |          |                                                                   |                 |               |
| 1           | Слонёнок | «One Moment in Time» (Уитни Хьюстон)                              | не раскрыта     | Прошёл дальше |
| 2           | Москит   | «Word Up!» (Cameo)                                                | не раскрыта     | Спасён        |
|             |          |                                                                   |                 |               |
| 3           | Сирена   | «Ohne dich» (Rammstein)                                           | не раскрыта     | Прошёл дальше |
| 4           | Барсук   | «Jailhouse Rock» (Элвис Пресли)                                   | Сезар Сэмпсон   | Выбыл из шоу  |

### Шестой выпуск — Финал
| #           | Персонаж | Песня                                      | Личность     | Результат     |
| ----------- | -------- | ------------------------------------------ | ------------ | ------------- |
| Первый этап |          |                                            |              |               |
| 1           | Сирена   | «Freed from Desire» (Гала Риццато)         | не раскрыта  | Прошёл дальше |
| 2           | Москит   | «Under the Bridge» (Red Hot Chili Peppers) | Якоб Зеебёк  | Третье место  |
| 3           | Слонёнок | «Never Enough» (Лорен Оллред)              | не раскрыта  | Прошёл дальше |
| Первый этап |          |                                            |              |               |
| 1           | Сирена   | «Toxic» (Бритни Спирс)                     | Мадита       | Второе место  |
| 2           | Слонёнок | «Bohemian Rhapsody» (Queen)                | Сандра Пирес | Победитель    |

## Производство
Впервые о разработке австрийской версии «The Masked Singer» стало известно осенью 2019 года. 12 марта 2020 года, за два дня до премьеры первого сезона, было объявлено, что вся живая аудитория в зале была убрана из соображений безопасности против распространения коронавирусной инфекции и в дальнейшем все выпуски будут транслироваться без участия живых зрителей. Неделю спустя стало известно, что трансляция первого сезона была приостановлена на неопределённый срок из-за пандемии COVID-19. Трансляция первого сезона была возобновлена только 15 сентября.
14 октября 2020 года было объявлено, что в разработку был запущен второй сезон, премьера которого была назначена на 2021 год. 19 января 2021 года стало известно, что премьера второго сезона состоится 15 февраля того же года. Однако, из-за продолжающейся пандемии, все эпизоды второго сезона были отсняты заранее.

## Рейтинги

### Первый сезон (2020)
| Выпуск | Дата выхода      | Временной интервал | Зрители (в миллионах) | Зрители (в миллионах) | Прим.  |
| Выпуск | Дата выхода      | Временной интервал | Дома                  | Взрослые 12-49 лет    | Прим.  |
| ------ | ---------------- | ------------------ | --------------------- | --------------------- | ------ |
| 1      | 14 марта 2020    | Суббота, 20:15     | 0.311                 | 0.236                 | [ 13 ] |
| 2      | 15 сентября 2020 | Вторник, 20:15     | 0.182                 | 0.125                 | [ 14 ] |
| 3      | 22 сентября 2020 | Вторник, 20:15     | 0.141                 | 0.086                 | [ 15 ] |
| 4      | 29 сентября 2020 | Вторник, 20:15     | 0.175                 | 0.101                 | [ 16 ] |
| 5      | 6 октября 2020   | Вторник, 20:15     | 0.183                 | 0.099                 | [ 17 ] |
| 6      | 13 октября 2020  | Вторник, 20:15     | 0.292                 | 0.166                 | [ 18 ] |

### Второй сезон (2021)
| Выпуск | Дата выхода     | Временной интервал | Зрители (в миллионах) | Зрители (в миллионах) | Прим.  |
| Выпуск | Дата выхода     | Временной интервал | Дома                  | Взрослые 12-49 лет    | Прим.  |
| ------ | --------------- | ------------------ | --------------------- | --------------------- | ------ |
| 1      | 15 февраля 2021 | Понедельник, 20:15 | 0.214                 | 0.121                 | [ 19 ] |
| 2      | 22 февраля 2021 | Понедельник, 20:15 | 0.242                 | 0.128                 | [ 20 ] |
| 3      | 1 марта 2021    | Понедельник, 20:15 | 0.221                 | 0.104                 | [ 21 ] |
| 4      | 8 марта 2021    | Понедельник, 20:15 | 0.214                 | 0.102                 | [ 22 ] |
| 5      | 15 марта 2021   | Понедельник, 20:15 | 0.240                 | 0.107                 | [ 23 ] |
| 6      | 22 марта 2021   | Понедельник, 20:15 | —                     | —                     | —      |